# Литонинский, Игорь Владиславович
Игорь Владиславович Литонинский — российский монтажёр кино и режиссёр монтажа.

## Карьера
Работает в кино с 2004 года. За это время на его счету порядка 30 работ в индустрии, включая ленты «Попса», «9-я рота», «Обитаемый остров», «Сибирь. Монамур», «Сталинград», «Дылда»,  «Кроличья лапа». 
В 2010 году Литонинский был удостоен престижной награды «Золотой орёл» за фильм Фёдора Бондарчука «Обитаемый остров». 
Был также трижды номинирован за «9 роту» (2006) , «Сталинград» (2014) и «Дылду» (2019). Член Национальной Академии кинематографических искусств и наук России.
Сотрудничает с кинокомпаниями Art Pictures Group и «Нон-стоп продакшн». 
В 2016 году вошёл в число подписантов обращения российских режиссёров монтажа к кинофестивалям с предложением учредить номинацию «За лучший монтаж».
В июле  2020 года Игорь Литонинский  стал членом  Американской киноакадемии.